# Jezioro Kołdrąbskie
Jezioro Kołdrąbskie – jezioro w woj. kujawsko-pomorskim, w powiecie żnińskim, w gminie Janowiec Wielkopolski, leżące na terenie Pojezierza Gnieźnieńskiego.
Jezioro otoczone obszarami rolniczymi. Nad jeziorem znajduje się miejscowość Kołdrąb, od której pochodzi nazwa jeziora.

## Dane morfometryczne
Powierzchnia zwierciadła wody według różnych źródeł wynosi od 91,0 ha do 92,3 ha.
Zwierciadło wody położone jest na wysokości 94,7 m n.p.m. lub 95,1 m n.p.m. Średnia głębokość jeziora wynosi 8,5 m, natomiast głębokość maksymalna 16,0 m.